# Desa Gunungtanjung (administrativ by i Indonesien, lat -6,91, long 106,43)
Desa Gunungtanjung är en administrativ by i Indonesien.   Den ligger i provinsen Jawa Barat, i den västra delen av landet, 90 km sydväst om huvudstaden Jakarta.